# Konopka
Konopka (dawniej Lętszyn) – rzeka, prawy dopływ Stradomki o długości 18,13 km. 
Źródło rzeki znajdują się koło Dębowej Góry na Garbie Herbskim. Płynie koło Konopisk, następnie przez Częstochowę; w dzielnicy Błeszno zbiera wodę z rowów melioracyjnych pobliskich torfowisk.
W biegu rzeki powstało kilka sztucznych zbiorników retencyjnych i hodowlanych, między innymi Zalew Pająk w Konopiskach i stawy hodowlane w Pile. Jej dopływami są Sobuczyna i Rększowiczanka